# Тролье, Сандро
Сандро Тролье (нем. Sandro Trolliet; 3 августа 1989, Дерлиген, Интерлакен, Берн, Швейцария) — швейцарский кёрлингист. Второй скип национальной сборной Швейцарии после Свена Михеля.
Долгое время играл в одной команде с Мишелем: они вместе выступали на чемпионате мира среди молодёжных команд 2006 года. Тролье провёл три игры, а команда заняла восьмое место. Год спустя сборная Швейцарии стала бронзовым призёром чемпионата.
Бронзовый призёр чемпионата Европы 2013 года. Участник зимних Олимпийских игр 2014.

## Команда
Сочи Олимпийских играх 2014
- Скип: Свен Михель
- Третий: Клаудио Пец
- Ведущий: Симон Гемпелер
- Запасной: Бенуа Шварц[3]